# カンファナル駅
カンファナル駅（カンファナルえき）は、クロアチア共和国イストラ県カンファナル村にある、クロアチア国鉄イストラ線の駅である。

## 駅構造

### ホーム
5面5線の地上駅。
| 路線   | 方向   | 行先                                 | 備考       |
| ------ | ------ | ------------------------------------ | ---------- |
| 90号線 | 北方向 | ルポグラヴ、ブゼト、ディヴァチャ方面 | 快速、普通 |
| 90号線 | 南方向 | プラ方面                             | 快速、普通 |

### ダイヤ[1]
- 夏季のみ（春季にも日曜日は運転）、一日1往復、ディヴァチャ - プラ間の快速列車(B)が運行する。
- 普通列車は一日8往復の運行。

## 隣の駅
クロアチア国鉄
イストラ線
特急
スヴェティ・ペタル・ウ・シュミ駅 - カンファナル駅 - ヴォドニャン駅
普通
ジミニ駅 - カンファナル駅 - スモリャンツィ駅

## その他
クロアチア最西端の駅である。なお、当駅のあるイストラ県と、クロアチア国内で唯一の隣県である沿海・高地県の県境には鉄道が無く、首都ザグレブから当駅まで鉄道だけで辿り着くにはスロヴェニア国内を経由する必要がある。